# Indometopis granulosa
Indometopis granulosa är en tvåvingeart som beskrevs av Cherian 1989. Indometopis granulosa ingår i släktet Indometopis och familjen fritflugor. Inga underarter finns listade i Catalogue of Life.